# Yuval Raphael
Yuval Raphael (en hebreu: יובל רפאל; nascuda el 5 de novembre de 2000) és una cantant israeliana. Va ser escollida per representar Israel al Festival de la Cançó d'Eurovisió de 2025, celebrat a Basilea.

## Biografia
Raphael és la neboda de l'empresària Ronit Raphael i és d'origen de Ra'anana. Va passar tres anys de la seva infantesa vivint a Ginebra. De jove, escoltava grups de rock com Led Zeppelin i Scorpions i cantants com Beyoncé i Celine Dion. Va començar a cantar professionalment l'any 2023. Raphael assistia al festival de música Supernova a Re'im el 7 d'octubre de 2023, quan milicians palestins liderats per Hamàs van atacar el festival, van matar 364 assistents i en van prendre 40 com a ostatges. Es va amagar dins d'un refugi de la mort prop del quibuts de Be'eri amb 50 persones més, mentre patia ferides de metralla per granades llançades al refugi per membres de Hamàs. Va ser un dels onze supervivents del refugi, i es va amagar sota els cadàvers durant vuit hores. En un discurs davant el Consell de Drets Humans de les Nacions Unides, va descriure el que va presenciar durant l'atac.
El 19 de novembre de 2024, Raphael va participar en l'onzena temporada de HaKokhav HaBa, el programa televisiu que selecciona l'artista israelià per al Festival de la Cançó d'Eurovisió 2025. Va interpretar la cançó «Anyone» i va passar a la següent ronda amb una puntuació del 98%. Finalment, va passar a la final el 22 de gener de 2025, on va interpretar «Dancing Queen» i «Writing's on the Wall». Va dedicar la interpretació de la primera cançó als morts per l'atac al festival Supernova. Va ocupar el primer lloc i va ser escollida per representar Israel a Eurovisió, succeint Eden Golan, l'aparició de la qual a l'edició anterior havia atret una forta controvèrsia com a resultat de la participació del seu país en la guerra entre Israel i Gaza. En el moment de l'anunci, vivia a Ra'anana.